# Fred Kabotie
Fred Kabotie, född omkring 1900, död 28 februari 1986, var en amerikansk målare, silversmed och keramiker av Hopi-ursprung.

## Uppväxt
Fred Kabotie växte upp i en traditionell Hopi-familj i byn Shongopovi i Second Mesa i Arizona i USA. Hans familj grundade samfälligheten Hotevilla, som ägnade sig åt att bevara en utdöende Hopikultur. Han tillhörde klanen Bluebird, medan hans far kom från klanen Sun. Fred Kaboties hopinamn var  Naaqavo'ma, som betyder "solen stiger upp varje dag". Hans farfar gav honom smeknamnet 'Qaavotay, som betyder "i morgon", och som kom att stavas Kabotie.
Fred Kabotie sattes på en indianinternatskola i Santa Fe i New Mexico med engelska som enda tillåtna språk, och där Elizabeth Willis DeHuff (1886–1983) var hans lärare i målning. Han fortsatte på Santa Fe Public High School. Han arbetade på sommarloven med puebloindiankonstnärerna Zia Pueblo och San Ildefonso Pueblo på arkeologiska utgrävningar för Museum of New Mexico.

## Biografi
Han anställdes efter sin highschoolexamen av Museum of New Mexico som bokillustratör och bokbindare. Han illustrerade också böcker för Elizabeth DeHuff. George Gustav Heye Center i New York anlitade honom för att måla bilder av hopiceremonier. 
År 1930 flyttade Fred Kabotie tillbaka till Shungopavi i Arizona, där han sedan var bosatt under större delen av sitt liv. Han gifte sig med Alice Talayaonema och paret fick tre barn, däribland  konstnären Michael Kabotie (1942–2009).
Arkitekten Mary Colter anlitade honom 1933 att göra väggmålningar i Desert View Watchtower i Grand Canyon National Park. År 1937 började Oraibi High school ta in hopielever, och Fred Kabotie undervisade i måleri där i 22 års tid 1937–1959.

## Silversmide
Museum of Northern Arizona uppmuntrade Fred Kabotie och dennes kusin Paul Saufkie (1898–1993) att utveckla en för Hopi egen smyckestil. De utvecklade en stil och teknik, som skiljde sig från Zuniindianernas och Navajoindianernas silversmide, med ett formspråk som var inspirerat av hopikeramik.
Från 1947 bedrevs 18-månaders kurser i silversmide på Hopi High School i Oraibi för demobiliserade hopisoldater. Fred Kabotie undervisade i formgivning och Paul Saufkie i teknik. De två grundade Hopi Silvercraft Cooperative Guild 1949.
Han grundade 1971 Hopi Cultural Center i Hopireservatet i Second Mesa.

## Bildgalleri

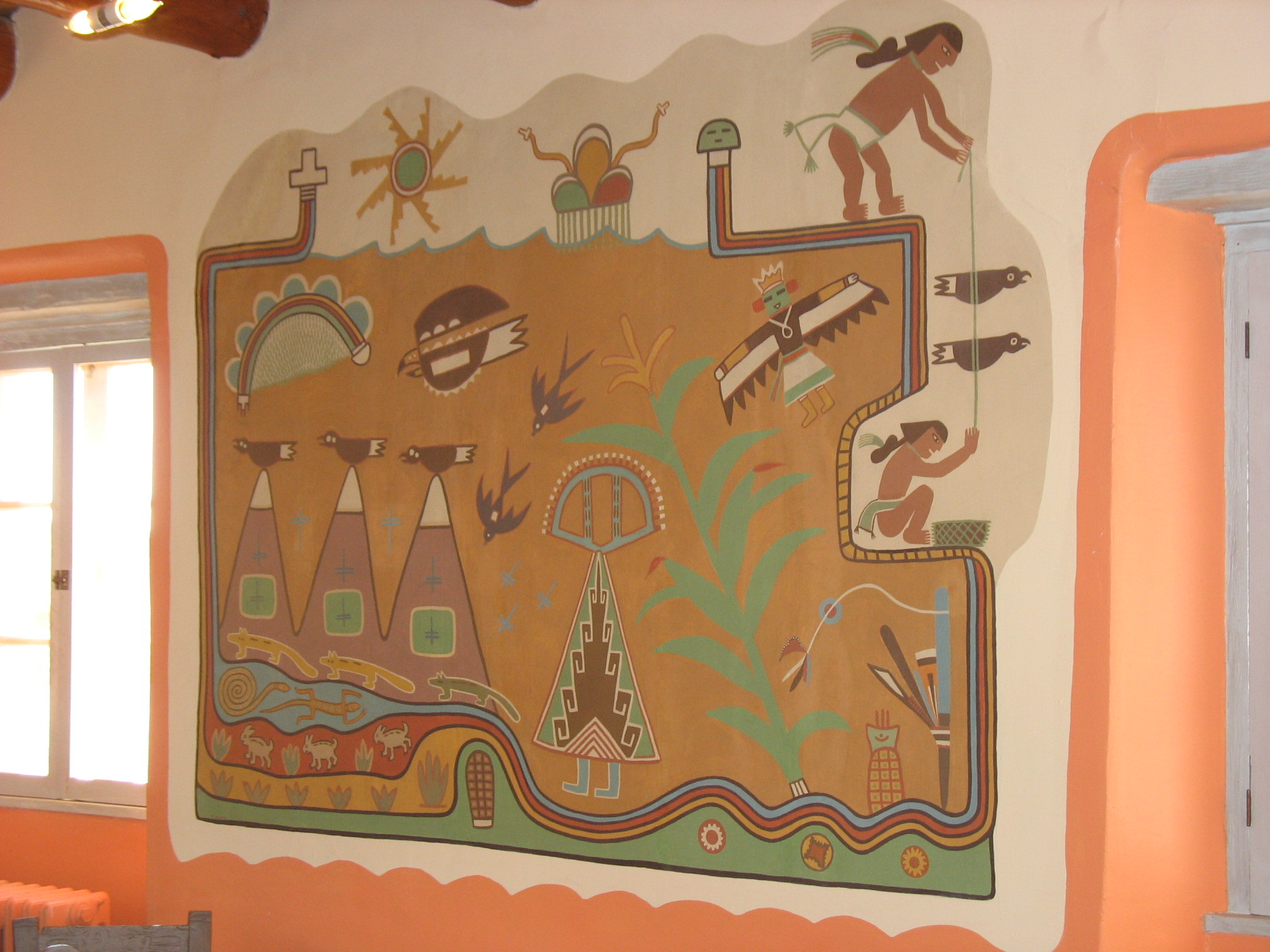
Väggmålning i Petrified Forest National Park
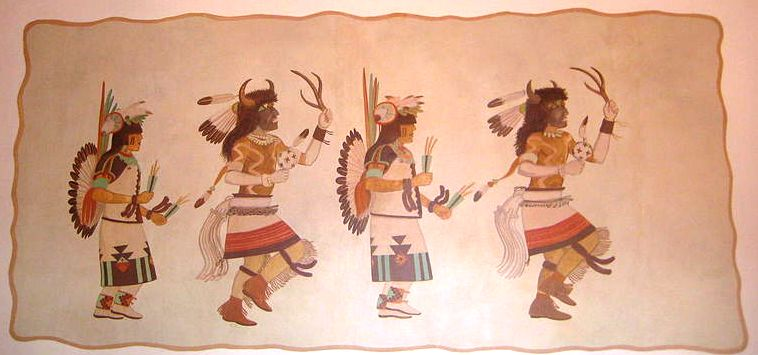
Väggmålning
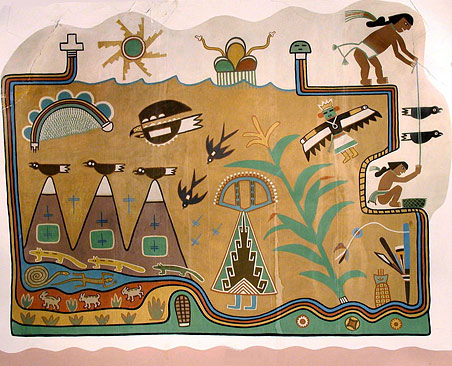
Väggmålning i Painted Desert Inn i Petrified Forest NatinalnSpark
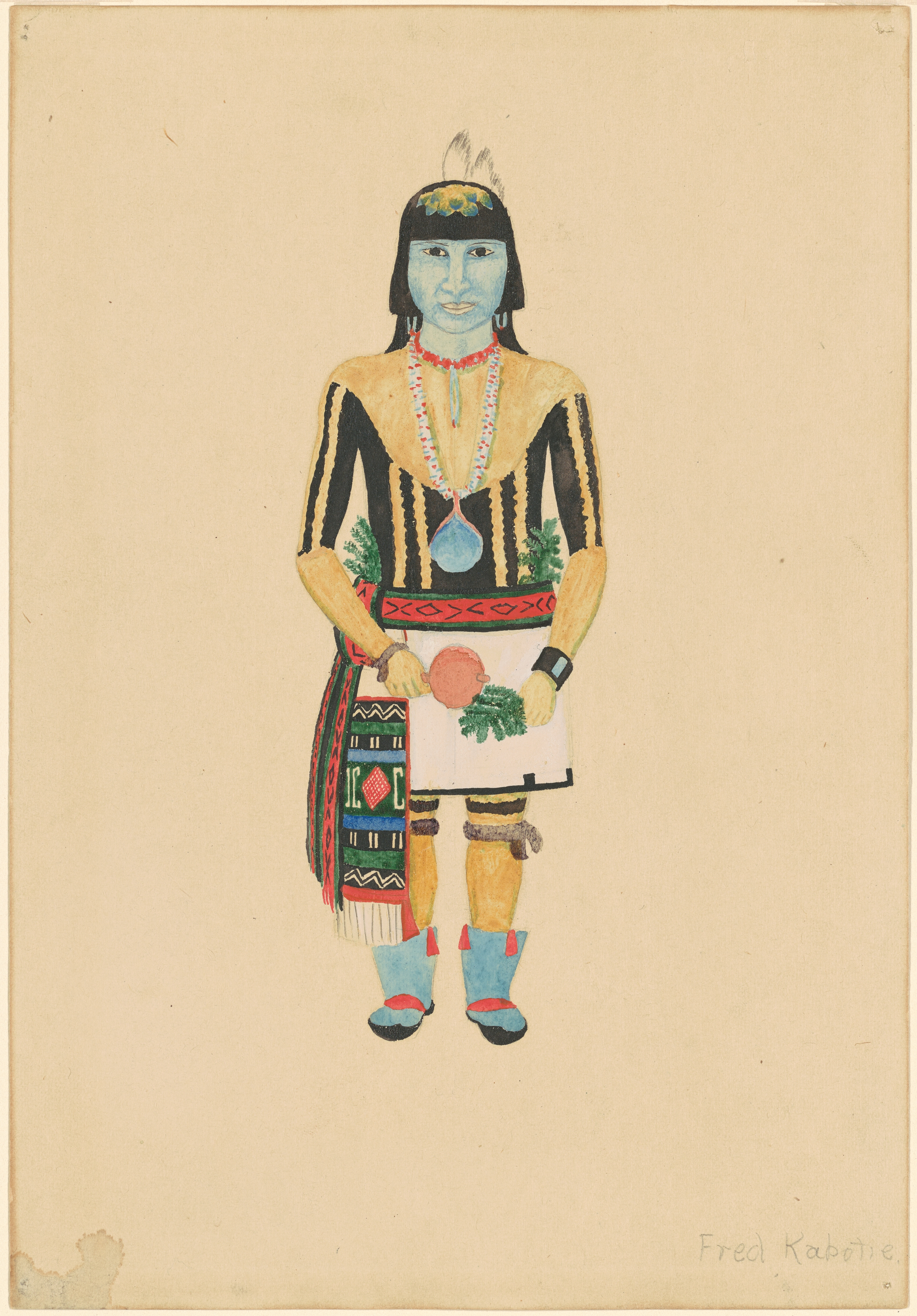
Hopiindian, gouache på blyerts
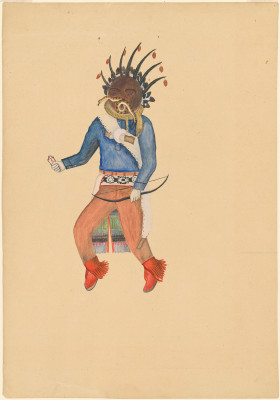
Förfäders- och Regnande, gouache på blyerts
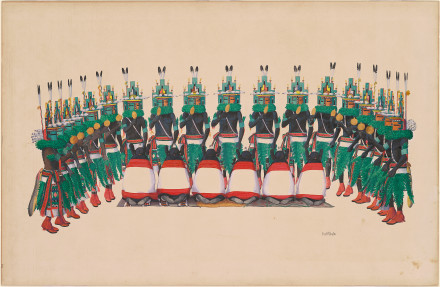
Andedans
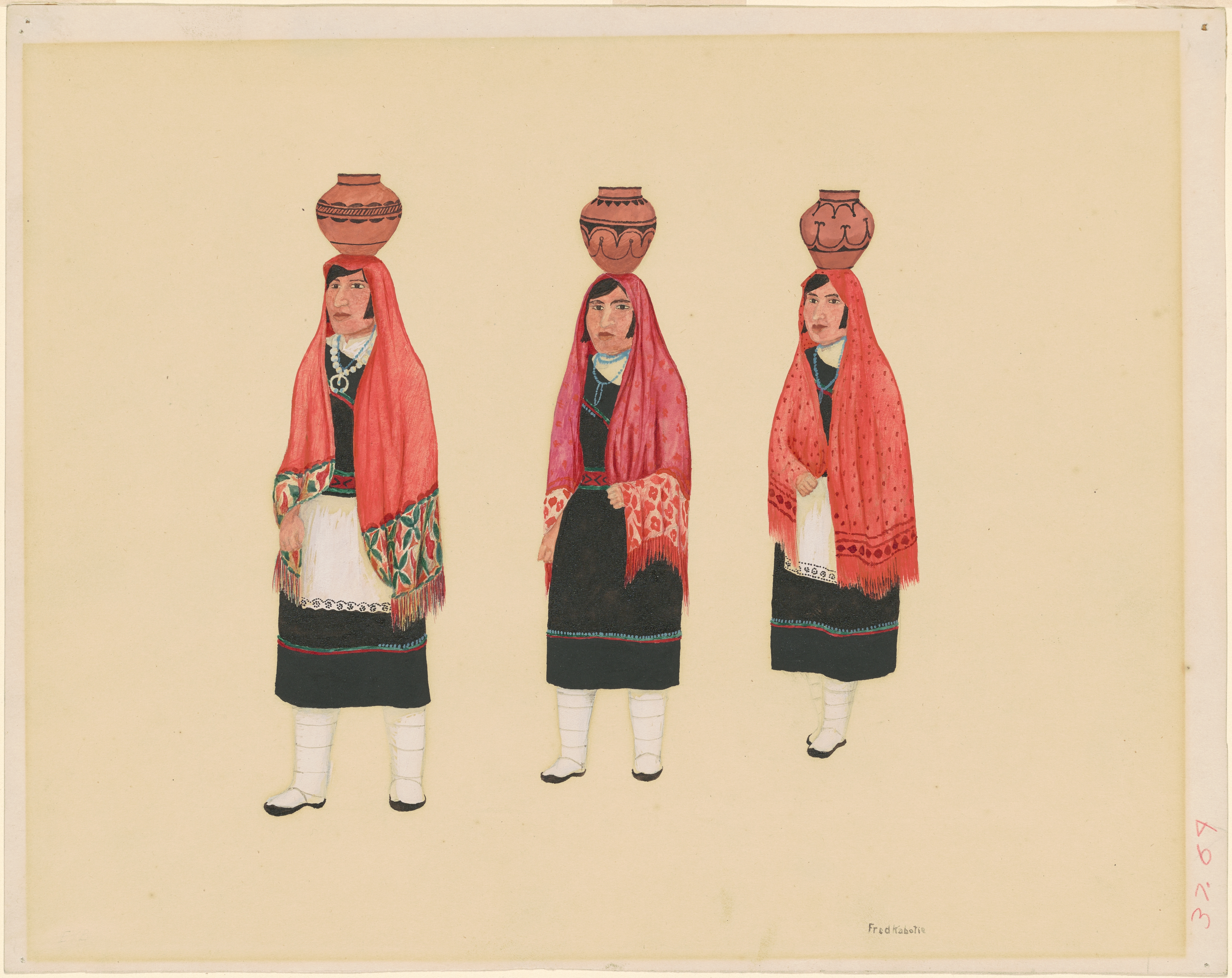
Tre Hopikvinnor med vattenkärl